# Leptogorgia esperi
Leptogorgia esperi är en korallart som beskrevs av Addison Emery Verrill 1869. Leptogorgia esperi ingår i släktet Leptogorgia och familjen Gorgoniidae. Inga underarter finns listade i Catalogue of Life.